# Plectranthus alpinus
Plectranthus alpinus là một loài thực vật có hoa trong họ Hoa môi. Loài này được (Vatke) Ryding miêu tả khoa học đầu tiên năm 1999.